# Drust Ier
Drust mac Erp ou Drest mac Erip est un roi des Pictes.

## Règne
Drust fils de Erp, est le premier roi des listes des diverses versions de la « Chronique Picte  » à être considéré comme « historique » comme successeur de Talorc mac Achiuir. Il est toutefois réputé dans ces documents « avoir régné 100 ans et participé à 100 batailles » ! Il s’agit bien entendu d’une image traditionnelle pour désigner un roi particulièrement guerrier, à l’instar de Conn Cetchathach (Aux Cents combats) Ard ri Érenn (Haut Roi) légendaire d’Irlande (177-212).
La « Chronique Picte » précise par ailleurs que l’évêque Saint Patrick serait arrivé en Irlande, pendant la 19e année de son règne soit en 432 selon la date traditionnelle des Annales d'Ulster. Cette indication chronologique permet d’envisager pour ce monarque un règne d’une durée réelle d'environ 40 ans soit entre 414 et 456. Cette dernière date correspondrait assez bien avec la date de 449 mentionnée pour son décès dans les Annales de Clonmacnoise.

## Postérité
Il est remarquable de constater qu’une dizaine de souverains postérieurs choisirent Drust (gaélique) ou Drest (picte) comme nom de règne et qu’à ce grand roi de légende correspondent les périodes des invasions Pictes en Bretagne qui incitèrent les populations locales en partie romanisées à faire appel aux mercenaires saxons et à leur confier imprudemment le soin de les protéger.

## Sources
- (en) J.P.M. Calise, Pictish Sourcebook, Documents of Medieval Legend and Dark Age History, Londres, Greenwood Press, 2002, 365 p. (ISBN 0313322953), p. 215 Drust f. Erp (Drest I) Pictish king (414-456 ?)
- (en) William Arthur Cumming The Age of the Picts Sutton Publishing (1998)  (ISBN 0750916087).
- (en) William Forbes Skene Chronicles Of The Picts, Chronicles Of The Scots, And Other Early Memorials Of Scottish History. H.M General Register House Edinburgh (1867) Reprint par Kessinger Publishings's (2007)  (ISBN 1432551051).